# Łęgowienie
Łęgowienie – jedna z form degeneracji fitocenoz.
To proces przekształcania zbiorowisk lasów bagiennych w kierunku łęgów.
Podczas łęgowienia następuje zmiana roślinności szuwarowej, turzycowiskowej lub ziołoroślowej na roślinność charakterystyczną dla wilgotnych łąk (z wieloma gatunkami łęgowymi).
Przyczyną łęgowienia jest przede wszystkim odwodnienie siedlisk bagiennych, przez co rozpoczyna się murszenie i mineralizacja podłoża torfowego.